# جک اتکینسون (بازیکن فوتبال اهل انگلستان)
جک اتکینسون (انگلیسی: Jack Atkinson; ۲۰ دسامبر ۱۹۱۳ – ۱۹۷۷ (۶۳−۶۴ سال)) بازیکن فوتبال اهل بریتانیا بود.
از باشگاه‌هایی که در آن بازی کرده‌است می‌توان به باشگاه فوتبال بولتون واندررز اشاره کرد.